# Hydrolagus
Gli Hydrolagus Gill, 1862 sono un genere di pesci cartilaginei abissali appartenenti alla famiglia delle Chimaeridae.

## Descrizione
Anche se "parenti" di razze e squali, essendo dotati di una struttura cartilaginea e non ossea, si sono distaccati da quest'ultimi 300 milioni di anni fa.
Il loro aspetto è insolito: il muso è tozzo e arrotondato, simile a quello di un coniglio e per questo vengono chiamati "pesci coniglio"; le loro pinne pettorali sono simili ad ali e la pinna caudale è affusolata e sottile, simile alla coda di un topo, tanto da essere chiamati anche "pesci topo".

## Habitat
Abitano le acque marine di tutto il mondo, generalmente le acque di Australia e Nuova Zelanda.
Prediligono i fondali sabbiosi, ad eccezione dell'Hydrolagus trolli che abita i fondali rocciosi.
Sono pesci abissali e per questo li troviamo a profondità elevate, tanto da arrivare a zone completamente buie, dove la luce non riesce a penetrare.

## Tassonomia

### Specie
Il genere degli Hydrolagus si suddivide in:
- - Hydrolagus colliei (Pesce coniglio maculato) Lay e Bennett, 1839
  - Hydrolagus affinis (Pesce coniglio dagli occhi piccoli) Brito Capello, 1868
  - Hydrolagus ogilbyi (Squalo fantasma di Ogilby) Waite, 1898
  - Hydrolagus mirabilis (Pesce coniglio dai grandi occhi) Collett, 1904
  - Hydrolagus mitsukurii Jordan e Snyder, 1904
  - Hydrolagus purpurescens (Chimera porpora) Gilbert, 1905
  - Hydrolagus waitei Fowler, 1907
  - Hydrolagus barbouri (Chimera a nove macchie) Garman, 1908
  - Hydrolagus novaezealandiae (Squalo fantasma scuro) Fowler, 1911
  - Hydrolagus deani (Chimera filippina) Smith e Radcliffe, 1912
  - Hydrolagus africanus (Chimera africana ) Gilchrist, 1922
  - Hydrolagus eidolon Jordan e Hubbs, 1925
  - Hydrolagus lemures Whitley, 1939
  - Hydrolagus alberti (Chimera dell'abisso) Bigelow e Schroeder, 1951
  - Hydrolagus macrophthalmus (Chimera dai grandi occhi) de Buen, 1959
  - Hydrolagus pallidus (Chimera pallida) Hardy e Stehmann, 1990
  - Hydrolagus bemisi (Squalo fantasma pallido) Didier, 2002
  - Hydrolagus trolli (Chimera troll) Didier e Séret, 2002
  - Hydrolagus lusitanicus (Pesce coniglio portoghese) Moura, Figueiredo, Bordalo-Machado, Almeida e Gordo, 2005
  - Hydrolagus alphus Quaranta, Didier, Long e Ebert, 2006
  - Hydrolagus matallanasi (Pesce coniglio a strisce) Soto e Vooren, 2004
  - Hydrolagus mccoskeri (Chimera delle Galápagos) Barnett, Didier, Long e Ebert, 2006
  - Hydrolagus homonycteris (Squalo fantasma nero) Didier, 2008
  - Hydrolagus marmoratus (Squalo fantasma marmorizzato) Didier, 2008
  - Hydrolagus melanophasma (Squalo fantasma del Pacifico orientale) James, Ebert, Long e Didier, 2009